# Mill Green
Mill Green est un hameau du Suffolk, en Angleterre. Il est situé dans la paroisse civile d'Edwardstone, dans le district de Babergh.